# Britton (Dacota do Sul)
Britton é uma cidade localizada no estado norte-americano de Dacota do Sul, no Condado de Marshall.

## Demografia
Segundo o censo norte-americano de 2000, a sua população era de 1328 habitantes. 
Em 2006, foi estimada uma população de 1294, um decréscimo de 34 (-2.6%).

## Geografia
De acordo com o United States Census Bureau tem uma área de 
1,8 km², dos quais 1,8 km² cobertos por terra e 0,0 km² cobertos por água.

## Localidades na vizinhança
O diagrama seguinte representa as localidades num raio de 32 km ao redor de Britton. 